# Farol de Chipiona
O farol de Chipiona é um farol de recalada que está situado na Ponta del Perro de Chipiona, Cádiz, Espanha. Farol de primeira ordem, é o mais alto da Espanha, sexto da Europa e décimo do mundo, medindo 62 m sobre o terreno.

## História
Há vestígios de faróis mais antigos: na Antiguidade, o farol prestou-lhe nome a Chipiona. Esta obra maravilhosa segundo Estrabão, que quase a comparava com o mítico Farol de Alexandria, foi ordenada construir no ano 140 a. C. pelo procônsul Quinto Servílio Cepião a fim de evitar aos navegantes que pretendessem remontar o rio Betis os escolhos de Salmedina: dai Turris Caepionis «Torre de Cepión», e de Caepionis, Chipiona.
Um primeiro projeto sobre a pedra de Salmedina foi criado em 1857 por Eduardo Saavedra. O projeto final, a obra atual, foi aprovada pelo então Ministério de Portos e Canais para atender o crescimento do tráfico marítimo para Sevilha em 1862 pelo engenheiro Jaime Font. Sua primeira pedra colocou-se a 30 de abril de 1863, realizou-se a receção provisória da obra a 28 de novembro de 1867, acendeu-se pela primeira vez a 28 de novembro desse mesmo ano, e se recepcionou de forma definitiva a 21 de junho de 1869 com um custo total das obras de 469 323,937 escudos de ouro. Desde então, só tem permanecido apagado em duas ocasiões; a primeira em 1898, com motivo da guerra contra E.U.A, pela independência de Cuba. Os faróis da província de Cádiz apagaram-se por medo a uma invasão. A segunda, foi em 1936, com motivo da guerra civil, permanecendo apagado quase três anos. Está construído por uma torre ligeiramente troncónica, que recorda as colunas comemorativas romanas. os elementos utilizados na sua construção são silhaeria de arenisca e pedra ostioneira.
Assinala aos barcos a entrada ao estuário do rio Guadalquivir, o único rio navegável de Espanha. Também é aproveitado como baliza pelos aviões já que é um dos 20 faróis aéreo marítimos da Espanha (sua faixa de luz atinge a mesma distância em vertical que em horizontal). Desde 1998, organizam-se visitas turísticas para conhecer o interior do farol e em 1999 mudou-se a lâmpada existente por uma de halogêneo com alcance de 30 milhas náuticas. Consta de três feixes luminosos a 120º que dão uma revolução completa a cada trinta segundos, pelo que na distância se veem como raios a cada dez segundos. A gestão e propriedade do mesmo corresponde à Autoridade Portuária de Sevilha, organismo público responsável pela gestão do Porto de Sevilha, de titularidade estatal, e da Eurovia Guadalquivir (E-60.02).

## Galeria de imagens

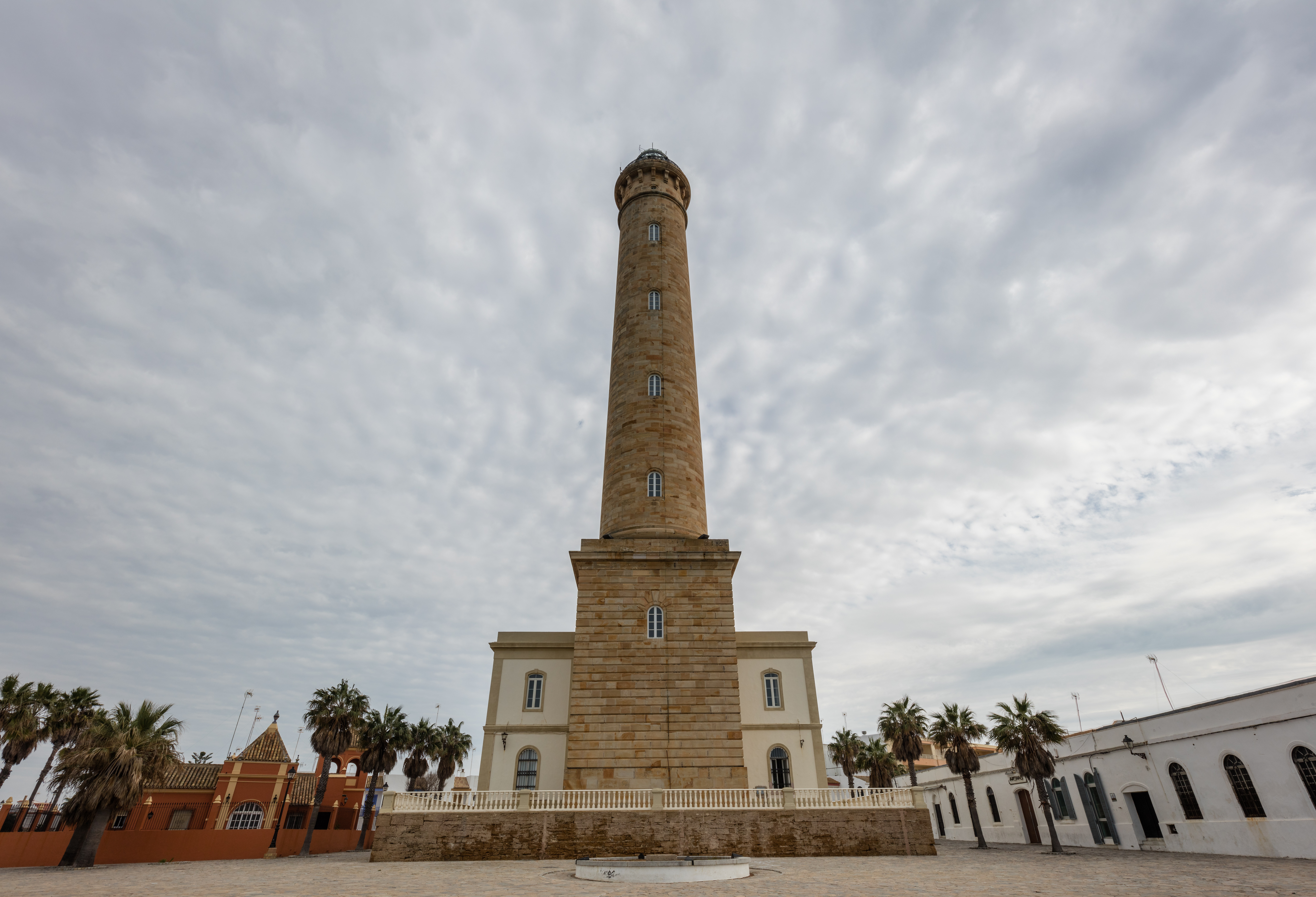
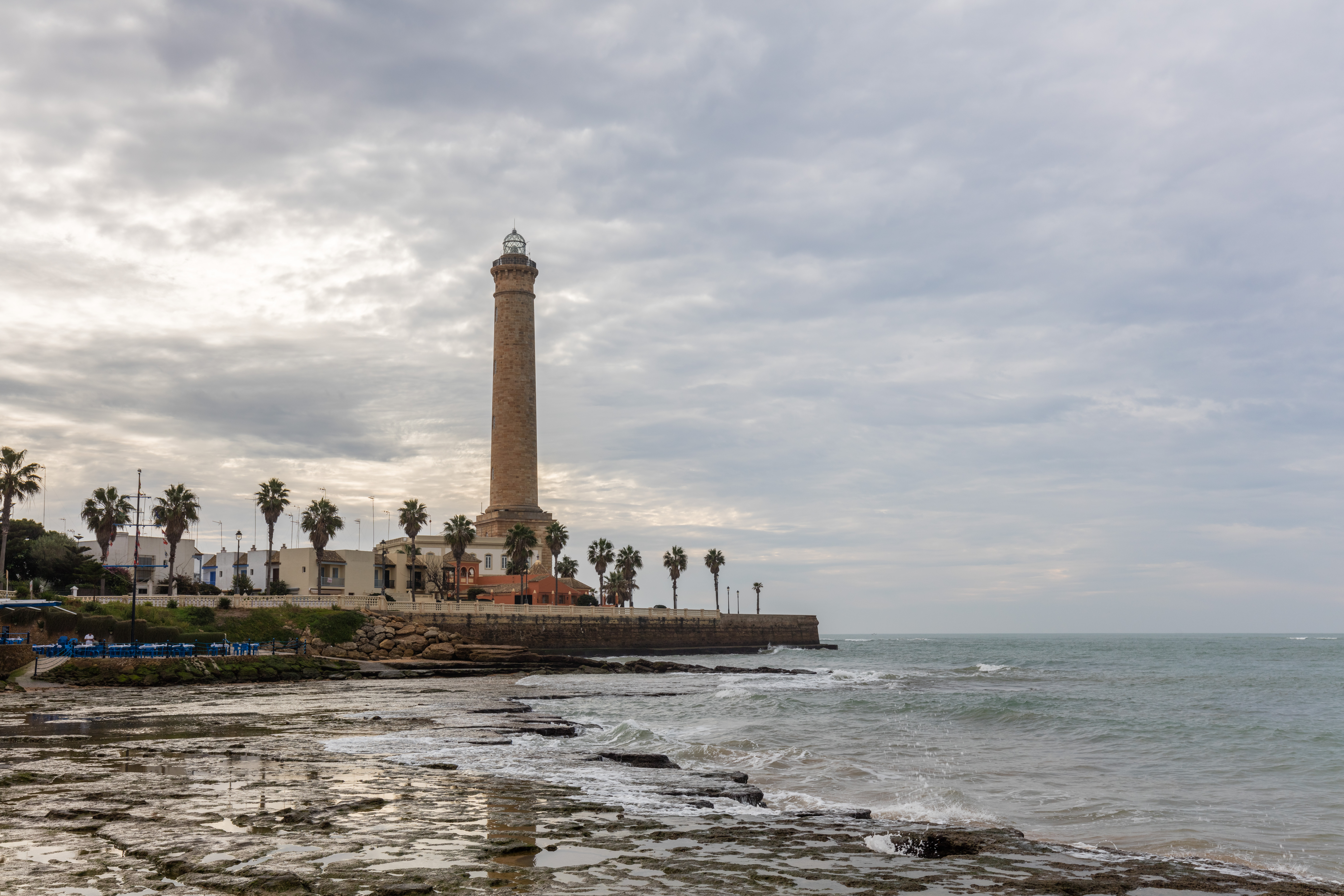
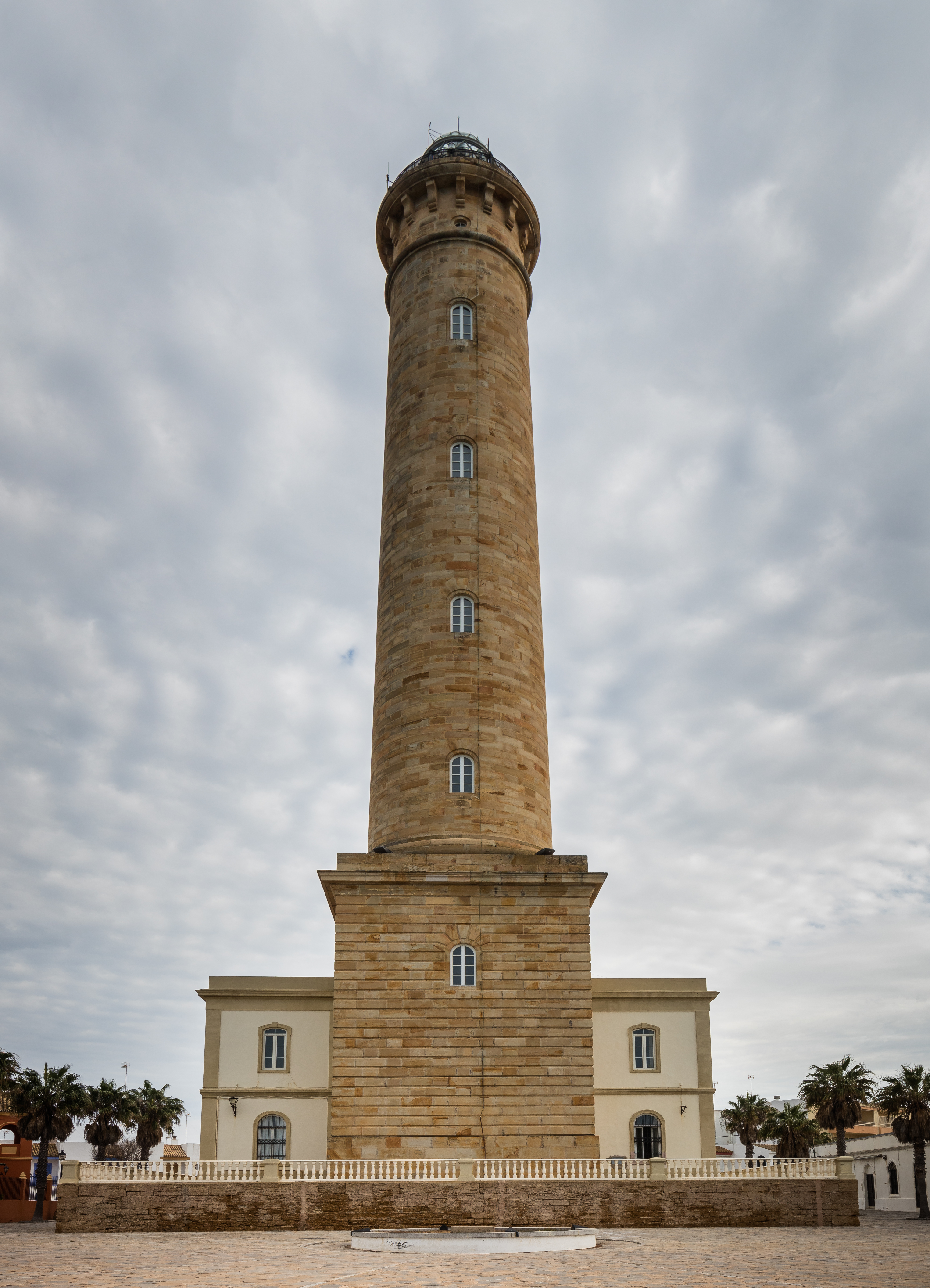
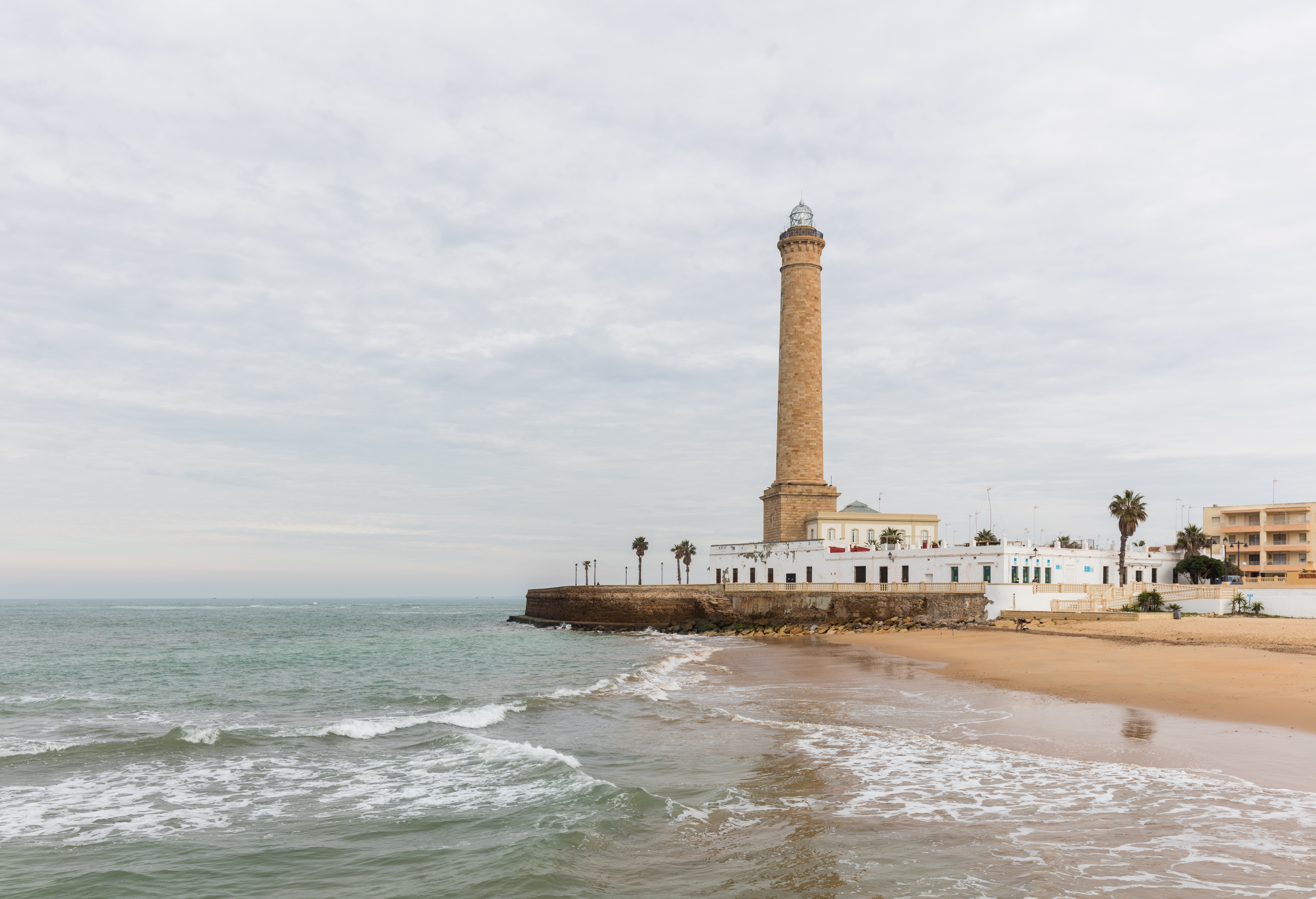
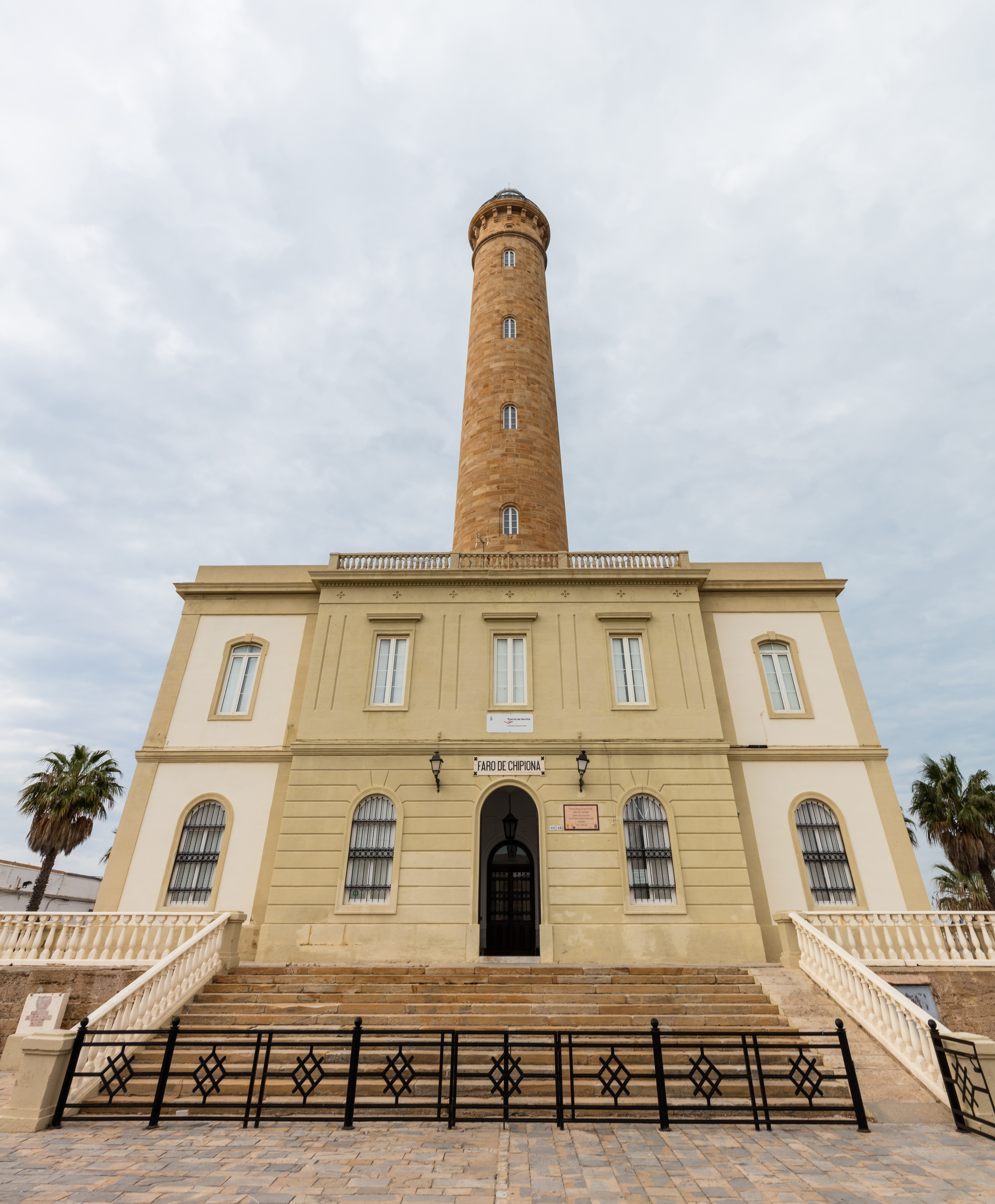
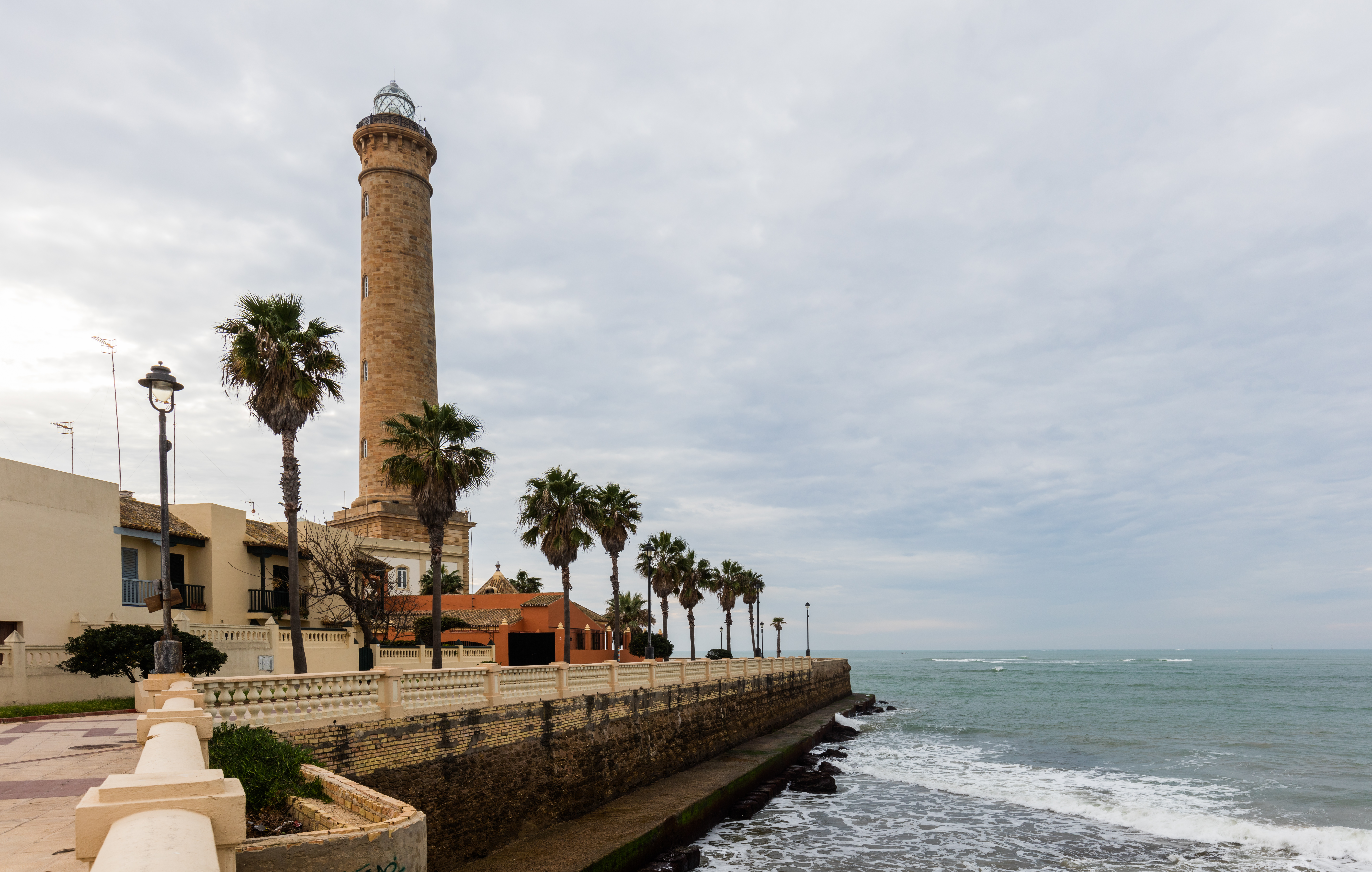
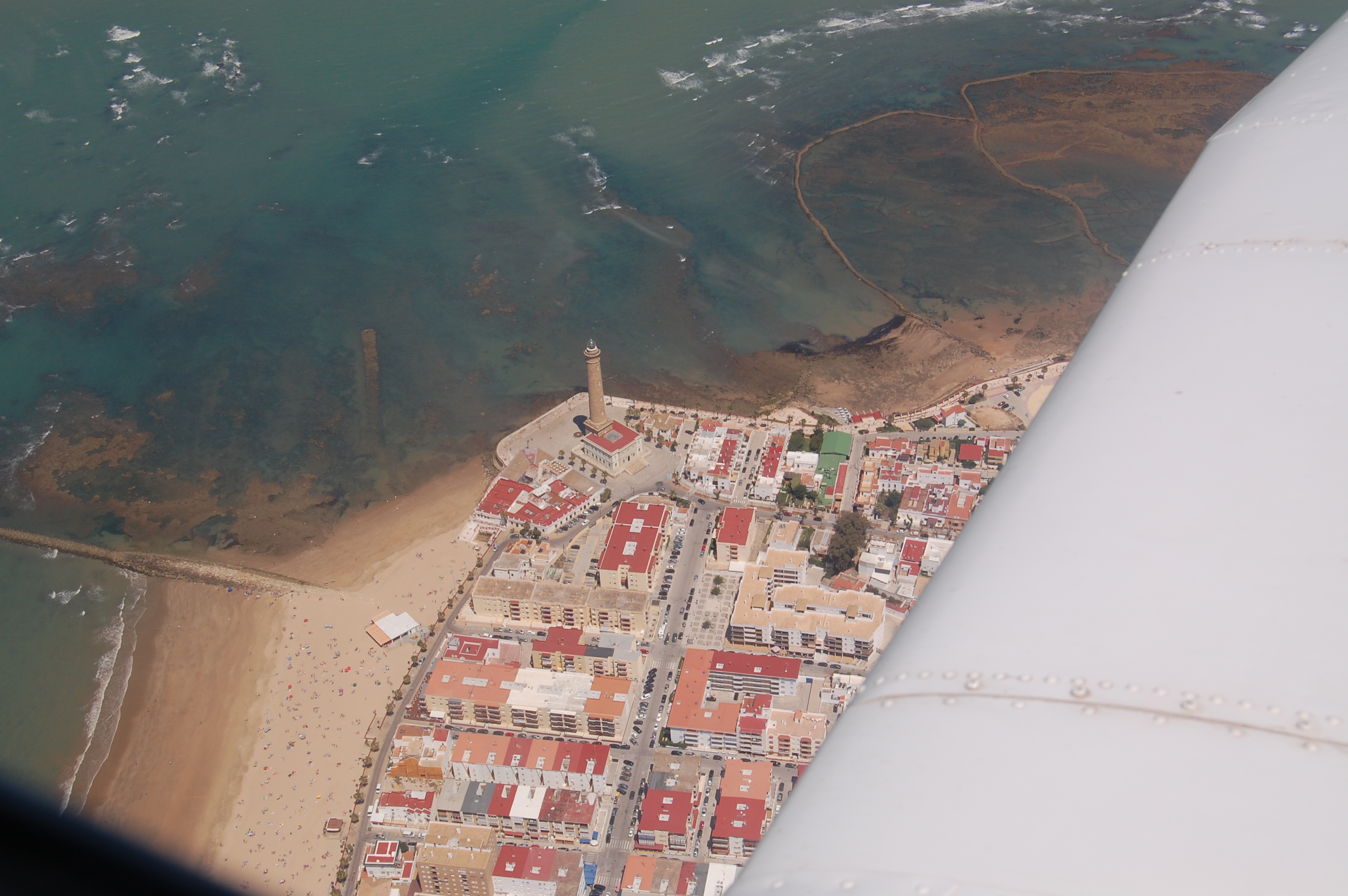
Vista aérea del faro.